# Hartmann-Potential
Das Hartmann-Potential der theoretischen Chemie ist ein ringförmiges Potentialfeld, {\displaystyle V},  das in sphärischen Koordinaten eine Funktion des Ring-Radius {\displaystyle r} und des Polarwinkels {\displaystyle \theta } ist:
{\displaystyle V(r,\theta )=\left({\frac {2r_{0}}{r}}-{\frac {r_{0}^{2}}{r^{2}\sin ^{2}\theta }}\right)V_{0}}
Das Minimum der Potentialmulde {\displaystyle V_{0}} und der radialen Abstand, {\displaystyle r_{0}}, des Potentialminimums vom Zentrum des Potentialrings sind zwei systemspezifische Größen. Die Bewegung eines Körpers unter der Einfluss des Hartmann-Potentials kann exakt und in geschlossener Form angegeben werden.

## Bedeutung  für die Chemie
Die  1972 von Hermann Hartmann erstmals veröffentlichte potentielle Energie war das  Ergebnis seiner bereits 1940 begonnenen Überlegungen, ringförmige Moleküle wie Benzol und damit auch das  Hückelsche Modell aromatischer Verbindungen sowie die daraus entwickelte HMO-Methode (Hückel-Molekülorbital, siehe Hückel-Näherung) genauer zu verstehen.
Erstmals formulierte der Hartmann-Schüler Karl Jug im Rahmen in seiner Dissertation (1965) eine  ringförmige potentielle Energie,  die es erlaubt, das Spektrum sowie Elektronendichte, Dipolmoment, Übergangsmomente, Anregungsenergien und Diamagnetismus heterozyklischer Systeme halb quantitativ zu verstehen. K. Jug übertrug dazu einen 1947 von H. Hartmann am Beispiel des CH4 Moleküls vorgestellten Einzentrenansatzes auf ringförmige Moleküle wie Furan und Pyrrol (Fünferheterozyklen). In den folgenden Jahren begründeten weitere Hartmann Mitarbeiter am Beispiel des Benzols die Bedeutung ringförmiger Potentiale (K. H. Hansen und E. Frenkel ,1966, und  H. von Hirschhausen, 1970). All diese chemisch-bedeutsamen Erkenntnisse wurden von H. Hartmann  in sein ringförmiges Potentialfeld integriert.
Beginnend mit den Untersuchungen von Maurice Kibler, Lyon, der die Bezeichnung „Hartmann-Potential“ prägte, wurde in den 1980er Jahren die allgemeine Bedeutung dieses Potentials für die Theorie der chemischen Bindung deutlich. Durch die Selbstkopplung, die dem Hartmann-Potential zugrunde liegt, werden im Wasserstoffatom angelegte aber noch undifferenzierte Möglichkeiten spezifiziert. Die singuläre Zentralsymmetrie des Wasserstoffatoms entfaltet sich durch das Hartmann-Potential zur axialen Bindungsdynamik, die vorher verdeckte Verhaltensmuster sichtbar macht.

### Axiale nicht-zentrale Valenzfelder
Das Hartmann-Potential erweitert das dreidimensionale Kepler-Coulomb-Potential des Wasserstoffatoms durch ein 1/r² Glied, was einer Selbst-Kopplung des radialen Freiheitsgrades entspricht. Durch diese nicht-lineare Ergänzung tritt die zentrale Ordnung des Wasserstoffatom in den Hintergrund und es entsteht ein axiales nicht-zentrales Potential wie es für Bindungssysteme typisch ist. Axialität des Valenzfeldes, findet sich im gesamten Bereich der chemischen Bindung, nicht nur bei Molekülen wie Benzol, sondern bereits bei der Zweizentrenbindung aber auch bei großen Molekülen wir die DNS.

### Wasserstoffatom als Bezugssystem
Weil die Symmetrie des Wasserstoffatoms die verdeckte Symmetrie des Hartmann-Potentials ist, können die beiden systemcharakteristischen Größen des Potentials auf den Bohrschen Wasserstoffradius, {\displaystyle a_{0}}, bzw. die Grundzustandsenergie des Wasserstoffatoms {\displaystyle E_{0}} bezogen werden. Dies wird durch die Hartmann-Parameter {\displaystyle \eta } und {\displaystyle \sigma }, zwei positive Zahlengrößen, erreicht.
{\displaystyle r_{0}=\eta a_{0}}
{\displaystyle V_{0}=\sigma ^{2}E_{0}}
Das Hartmann-Potential macht also das Wasserstoffatom unmittelbar zum Bezugssystem axialer Bindungssysteme. Darauf beruht die prinzipielle Bedeutung des Hartmann-Potentials. Die für das Wasserstoffatom gültige Eigendynamik entfaltet sich durch das Hartmann-Potentials zur Bindungsdynamik.
Wegen seiner Bedeutung für die theoretische Chemie wurde das Hartmann-Potential zum Gegenstand zahlreicher Untersuchungen. Die wichtigsten Erkenntnisse betreffen
- die Verwandtschaft zu anderen Potentialen,
- die exakte Lösbarkeit und
- die zugrundeliegende dynamische Symmetrie.

## Verwandtschaft zu anderen Potentialen
Ringförmige PotentialeMathematisch gesehen gehört das Hartmann-Potential zur Familie der ringförmigen Potentiale, die sich aus dem Kepler-Coulomb-Potential ableiten. Zu diesen Potentialen gehören auch das Kratzer-Potential (1920), eines der vier Smorodinski-Winternitz-Potentiale (1967) und allgemeine MIC-Kepler-Systeme (1968/1970), All diese Potentiale sind wie das Hartmann-Potential exakt lösbar. Ringförmige Potentiale beschreiben um eine Achse gelagerte, nicht-zentrale Valenzfelder.
Dualität zum ringförmigen OszillatorDie bereits zwischen dem Kepler-Coulomb-Potential und dem isotropen Oszillator bestehende Dualitätsbeziehung gilt auch zwischen der Familie der ringförmigen Kepler-Coulomb-Potentiale und der Familie ringförmiger Oszillatoren,
Vereinheitlichung aller ringförmigen SystemeDurch Regularisierung können die beiden Familien ringförmiger Potentiale zu einer Familie zusammengefasst werden. Dies ermöglicht eine einheitliche Behandlung alle ringförmigen Potentiale. Die Kustaanheimo–Stiefel-Transformation bzw. Spinor-Regularisierung transformiert die nicht-linearen und singulären Bewegungsgleichungen in lineare und  reguläre Gleichungen harmonischer 4D-Oszillatoren. Hintergrund dieser Regularisierung ist die Berücksichtigung der räumlichen Orientierung.
Störungsrechnung für N-Körper SystemeVierdimensionale harmonische Oszillatoren sind der Ausgangspunkt zur systematischen Anwendung der Störungstheorie bei der Berechnung des Verhaltens von N-Körper Systemen. Z. B. zur analytischen Berechnung der klassischen Trajektorien bei der Bestimmung der Übergangsdipolmomente oder Anregungsenergien molekularer Wechselwirkungen im Rahmen der semi-klassischen S-Matrix.

## Exakte Lösbarkeit
Wie für das Kepler-Coulomb-Potential des Wasserstoffatoms können auch für die Bewegung eines Körpers bzw. Teilchens im Hartmann Potentialfeld die Energieeigenwerte und die zugehörigen Wellenfunktionen der radialen Schrödingergleichung exakt und in geschlossener Form angegeben werden. Nach den Berechnungen von H. Hartmann sind die Eigenwerte für das ringförmige Potential immer proportional zur Grundzustandsenergie des Wasserstoffatoms. Für den Grundzustand des ringförmigen Potentials  wird dabei der Proportionalitätsfaktor allein durch die Hartmannschen Parameter bestimmt, während bei den angeregten gebundenen Zuständen auch die Quantenzahlen des Wasserstoffatoms auf exakte Weise berücksichtigt werden.  Auf diese Weise wird durch das Hartmann-Potential das Wasserstoffatom zum Bezugssystem für axiale Bindungssysteme.

### Quantenchemie der Modelle
Exakt lösbare Potentiale sind nach H. Hartmann aus zwei Gründen bedeutsam:
- An exakt lösbaren Potentialen können die aus prinzipiellen Gründen wichtigen Phänomengrößen wie Übergangsdipolmoment und Anregungsfunktion quantitativ studiert werden. Liegt die Lösung in geschlossener Form vor hat man nicht nur numerische Werte, sondern überschaubare Beziehungen.
- Bei der quantenmechanischen Betrachtung komplizierter atomarer und molekularer Systeme spielen aus prinzipiellen Gründen typische Modellsysteme eine Rolle, die sich auf exakt lösbare Potentiale beziehen.

### Superintegrierbarkeit
Gemäß dem Noetherschen Theorem (Emmy Noether, 1918) bringen Untersuchungen zur Lösbarkeit der klassischen und quantenmechanischen Bewegungsgleichungen die  Eigenschaften der zugrundeliegenden dynamischen Symmetrie ans Licht. Exakte Lösbarkeit bedeutet immer, dass es mehr Bewegungsintegrale (Erhaltungsgrößen, Observable) als Freiheitsgrade gibt. Das wird Superintegrierbarkeit genannt. Das dreidimensionale Hartmann-Potential hat vier Bewegungsintegrale besitzt also ein Integral  mehr als Freiheitsgrade. Typisch für superintegrierbare System sind:
- Periodizität bis Quasi-periodizität der klassischen Trajektorien bzw. „Zufällige“ quantenmechanische Entartung aufgrund der energetischen Gleichwertigkeit der Bahndrehimpulse. Beim Hartmann-Potential ist im Vergleich zum Kepler-Coulomb-Potential diese Entartung eingeschränkt.
- Multiseparierbarkeit, d. h. Separierbarkeit der klassischen Hamilton-Jacobi- bzw. der quantenmechanischen Schrödinger-Gleichung in mehr als einem orthogonalen Koordinatensystem. Das Hartmann-Potential ist separierbar bezüglich der spherischen, der beiden sphäroidalen und der parabolischen  Koordinaten ist also separabel in vier „rotierenden“ Koordinatensystemen.
- Algebraische Spektrumerzeugung: Für jedes exakt lösbare Potential existiert eine spektrum-erzeugende Algebra. Das Spektrum des Hartmann-Potential wird durch eine Algebra formaler Potenzreihen, die Hahn-Algebra, erzeugt.
- q-Deformation: Jedem superintegrierbaren System lässt sich eine deformierte Oszillatoralgebra zuordnen, d. h. die dynamische Symmetrie des Systems kann durch einen oder mehrere Parameter flexibilisiert werden, was gleichbedeutend ist mit der vollen Ausnutzung der Möglichkeiten der Symmetrie.  Diese Tatsache ist besonders wichtig für das Verständnis des Verhaltens der Materie, weil Moleküle im Allgemeinen keine starren Gebilde sind, sondern flexibel auf die Umgebung reagieren. Die algebraische Struktur der Symmetrieflexibilisierung wird Quantengruppe bzw. Quantenalgebra genannt. Mathematisch bedeutet das die Untersuchung der größten universellen Familie von Objekten die mit einem Bezugsobjekt artverwandt sind. Die anderen Elemente der Familie nennt man dann die Deformationen des Bezugsobjektes. Grundlegende Eigenschaften der ganzen Familie sind dabei unabhängig von der besonderen Natur des Bezugsobjektes.

Wegen der Beziehung, die zwischen Superintegrierbarkeit und rein zahlentheoretischen Strukturen besteht, erfordert das Verständnis exakt lösbarer Potentiale letztlich ein selbstwechselwirkendes Feld.

## Supersymmetrie: allgemeinste dynamische Symmetrie des Hartmann-Potentials
Wegen ihrer sphärischen Symmetrie lassen sich ringförmige Potentiale wie das Hartmann-Potential auf eindimensionale Potentiale reduzieren. Bei eindimensionalen Systemen ist die allgemeinste dynamische Symmetrie die Supersymmetrie. Die Supersymmetrie verknüpft die verbindenden, „bosonischen“  Ausrichtungen des Verhaltens (gerade Operatoren)  mit der strukturierenden, „fermionischen“ Ausrichtung (ungerade Operatoren). Supersymmetrie ist deshalb das Instrument, um in die vereinheitlichte Superstruktur des Verhaltens der Materie einzudringen; insbesondere ist die Supersymmetrie die allgemeinste Symmetrie der S-Matrix.
Alle Kennzeichen exakt lösbarer Potentiale lassen sich als Ausdruck der zugrundeliegenden supersymmetrischen Struktur verstehen:
SuperpotentialIm Unterschied zur gewöhnlichen  Quantenmechanik wo die Wechselbeziehung der Freiheitsgrade durch potentielle Energien erfasst wird, beschreibt im supersymmetrischen Hamiltonoperator das Superpotential den inneren Zusammenhang aller möglichen Ausrichtungen des Verhaltens (Spin und Statistik). Das Superpotential hat die Maßeinheit „Quadratwurzel der Energie“. Das Superpotential der gebundenen Zustände des Hartmann Potentials verknüpft unterschiedliche Drehimpulse. Im Radiusbereich von Null bis Unendlich unterscheidet sich strukturell das Superpotential des Hartmann-Systems nur durch den Wert der Konstanten vom Superpotential des Kepler-Coulomb-Potentials.
FaktorisierungBei eindimensionalen Systemen lässt sich der supersymmetrische Hamiltonoperator immer durch ein Paar von Hamiltonoperatoren faktorisieren, die als supersymmetrische Partner bezeichnet werden. Supersymmetrie schließt also automatisch  die Faktorisierungsmethode mit ein. Die zugehörigen Partner-Potentiale sind dann die Potentiale mit der Dimension der Energie (potentielle Energie).
Sequentielle EntfaltungWeil sich das Spektrum von Partner-Hamiltonoperatoren immer um genau einen Zustand unterscheidet, entstehen durch sequentielle Paarbildung endliche Ketten gebundener Zustände. Solche supersymmetrischen Ketten beschreiben einen schrittweisen eindimensionalen Entfaltungsprozess zu immer komplizieren Anregungsformen. Die supersymmetrische Partnerbildung erlaubt  auch die Erweiterung zu mehrdimensionalen Systemen, was zu neuen Potentialen führt mit  anderen Eigenfunktionen aber demselben Spektrum wie das Ausgangspotential.  Angetrieben wird der dynamische Entfaltungsprozess durch die Wechselbeziehung zwischen bosonischer und fermionischer Ausrichtung d. h. letztlich durch die Selbstwechselwirkung eines Superfeldes.
ForminvarianzDurch das Konzept der Forminvarianz (Darboux-Transformation) kann im Rahmen der supersymmetrischen Quantenmechanik  die Klasse der exakt und in geschlossener Form lösbaren Potentialen genau spezifiziert werden. Bei allen exakt lösbaren Potentialen sind die Partnerpotentiale forminvariant bezüglich der Translation. Forminvarianz ist eine hinreichende Bedingung für exakte Lösbarkeit. Das Hartmann-Potential erfüllt diese Bedingung. Mit Hilfe des supersymmetrischen Konzepts der Forminvarianz lässt sich das Spektrum aller exakt lösbaren eindimensionalen Potentialtypen, es sind insgesamt nur 10, auf drei Grundformen zurückführen: Der harmonische Oszillator ist ein Beispiel für die erste Form, das Kepler-Coulomb-Potential ein Beispiel für die zweite und das Kastenpotential ein Beispiel für die dritte Form. Durch die supersymmetrische Quantenmechanik wird also die exakte Lösbarkeit von Potentialen wie das Hartmann-Potential auf die Forminvarianz zurückgeführt.
Aufgrund der Eindimensionalität als primärem Gültigkeitsbereich kann die Supersymmetrie als „Sprache-Ebene“ des Verhaltens bezeichnet werden, wenn unter Sprache  eine intervallisch-strukturierte lineare Sequenz verstanden wird,  die die Entfaltung zunehmend komplizierter Formen beschreibt.
Das mit dem Hartmann-Potential begonnene Programm der Vereinheitlichung in Richtung eines Einheitlichen Feldes der chemischen Bindung ist dann verwirklicht, wenn die Struktur der DNS und ihre „Sprache“, der genetische Code, als Entfaltung der Selbstwechselwirkung eines Einheitlichen Feldes verstanden wird.

### Chronologischer Überblick
Diese Liste von Arbeiten zum Hartmann-Potential sowie über seine Verwandtschaft zu anderen Potentialen, seine exakte Lösbarkeit und die zugrundeliegende dynamische Symmetrie, bietet einen chronologischen Überblick über die Entwicklung auf diesem Gebiet der theoretischen Chemie:
- H. Hartmann: Die Bewegung eines Körpers in einem ringförmigen Potentialfeld. In: Theoretica chimica acta. Band 24, Nr. 2–3, 1972, S. 201–206, doi:10.1007/BF00641399.
- H. Hartmann, R. Schuck, J. Radtke: Die diamagnetische Suszeptibilität eines nicht kugelsymmetrischen Systems. In: Theoretica chimica acta. Band 42, Nr. 1, 1976, S. 1–3, doi:10.1007/BF00548285.
- H. Hartmann, D. Schuch: Spin–orbit coupling for the motion of a particle in a ring-shaped potential. In: International Journal of Quantum Chemistry. Band 18, Nr. 1, 1980, S. 125–141, doi:10.1002/qua.560180119.
- M. Kibler, T. Negadi: Coulombic and ring-shaped potentials treated in a unified way via a nonbijective canonical transformation. In: Theoretica chimica acta. Band 66, Nr. 1, 1984, S. 31–42, doi:10.1007/BF00577137.
- M. Kibler, P. Winternitz: Dynamical invariance algebra of the Hartmann potential. In: Journal of Physics A: Mathematical and General. Band 20, Nr. 13, 1987, S. 4097, doi:10.1088/0305-4470/20/13/018.
- M. Kibler, P. Winternitz: Periodicity and Quasi-Periodicity for Super-Integrable Hamiltonian Systems. In: Physics Letters A. Band 147, Nr. 7, 1990, S. 338–342, arxiv:quant-ph/0405017.
- V. Lutsenko, G. S. Pogosyan, A. N. Sisakyan, V. M. Ter-Antonyan: Hydrogen atom as indicator of hidden symmetry of a ring-shaped potential. In: Theoretical and Mathematical Physics. Band 83, Nr. 3, 1990, ISSN 0040-5779, S. 633–639, doi:10.1007/BF01018033.
- Y. I. Granovskii, A. S. Zhedanov, I. M. Lutzenko: Quadratic algebra as a 'hidden' symmetry of the Hartmann potential. In: Journal of Physics A: Mathematical and General. Band 24, Nr. 16, 1991, S. 3887, doi:10.1088/0305-4470/24/16/024.
- M. Kibler, G..-H. Lamot, P. Winternitz: Classical trajectories for two ring-shaped potentials. In: International Journal of Quantum Chemistry. Band 43, Nr. 5, 1992, S. 625–645, arxiv:quant-ph/9810006.
- E. D. Filho: Supersymmetric quantum mechanics and two-dimensional systems. In: Brazilian Journal of Physics. Band 22, Nr. 1, 1992, S. 45–48 (org.br [PDF]).
- M. Kibler, C. Campigotto: Classical and quantum study of a generalized Kepler–Coulomb system. In: International Journal of Quantum Chemistry. Band 45, Nr. 2, 1993, S. 209–224, doi:10.1002/qua.560450207.
- A. S. Zhedanov: Hidden symmetry algebra and overlap coefficients for two ring-shaped potentials. In: Journal of Physics A: Mathematical and General. Band 26, Nr. 18, 1993, S. 4633, doi:10.1088/0305-4470/26/18/027.
- M. Kibler, L. G. Mardoyan, G.S. Pogosyan: On a Generalized Kepler-Coulomb System: Interbasis Expansions. In: Int. J. Quantum Chem. Band 52, 1994, S. 1301–1316, arxiv:hep-th/9409033.
- D. Bonatsos, C. Daskaloyannis, K. Kokkotas: Deformed oscillator algebras for two dimensional quantum superintegrable systems. In: Physical Review A. Band 50, Nr. 5, 1994, S. 3700–3709, doi:10.1103/PhysRevA.50.3700, arxiv:hep-th/9309088.
- C. Grosche, G. S. Pogosyan, A. N. Sissakian: Path Integral Discussion for Smorodinsky-Winternitz Potentials: I. Two- and Three Dimensional Euclidean Space. In: Fortschritte der Physik/Progress of Physics. Band 43, Nr. 6, 1995, S. 453–521, doi:10.1002/prop.2190430602.
- C. Grosche, G. S. Pogosyan, A. N. Sissakian: Path Integral Discussion for Smorodinsky-Winternitz Potentials: II. The Two- and Three-Dimensional Sphere. In: Fortschritte der Physik/Progress of Physics. Band 43, Nr. 6, 1995, S. 523–563, doi:10.1002/prop.2190430603.
- D. Chang, W.-F. Chang: On Exactly Solvable Potentials. In: Chinese Journal of Physics. Band 33, 1995, S. 493–504, arxiv:hep-th/9509008.
- G. G. Blado: Supersymmetry and the Hartmann Potential of Theoretical Chemistry. In: Intern. J. Quantum Chemistry. Band 58, 1996, S. 431–439, arxiv:quant-ph/9602005.
- W. Miller: Multiseparability and superintegrability for classical and quantum systems. IMA Preprint Series, University of Minnesota, 1999
- E. G. Kalnins, W. Miller, G. S. Pogosyan: Coulomb-oscillator duality in spaces of constant curvature. In: Journal of Mathematical Physics. Band 41, Nr. 5, 2000, ISSN 0022-2488, S. 2629–2657, doi:10.1063/1.533263, arxiv:quant-ph/9906055.
- A. Gangopadhyay, J. V. Mallow, C. Rasinariu, U. P. Sukhatme: Exact solutions of the Schroedinger Equation: Connection between supersymmetric quantum mechanics and spectrum generating algebras. In: Chinese Journal of Physics. Band 39, 2001, S. 101–121 (luc.edu [PDF]).
- T. Bartsch: The Kustaanheimo-Stiefel transformation in geometric algebra. In: Journal of Physics A: Mathematical and General. Band 36, Nr. 25, 2003, S. 6963–6978, doi:10.1088/0305-4470/36/25/305, arxiv:physics/0301017.
- S. M. Ikhdair, R. Sever: Exact solutions of the radial Schrödinger equation for some physical potentials. In: Open Physics. Band 5, Nr. 4, 2007, ISSN 2391-5471, S. 516–527, doi:10.2478/s11534-007-0022-9.
- P. R. Giri: Self-Adjointness of Generalized MIC-Kepler System. In: Modern Physics Letters A. Band 22, Nr. 31, 2007, S. 2365–2377, doi:10.1142/S0217732307022530, arxiv:hep-th/0603226v3.
- P. R. Giri: Supersymmetric quantum mechanical generalized MIC-Kepler system. In: Modern Physics Letters A. Band 23, Nr. 12, 2008, S. 895–904, doi:10.1142/S0217732308025462, arxiv:hep-th/0607059.
- J. Sadeghi, B. Pourhassan: Exact Solution of the non-central modified Kratzer potential plus a ring-shaped like potential by the factorization method. In: Electronic Journal of Theoretical Physics. Band 5, Nr. 17, 2008, S. 197–206 (ejtp.com [PDF]).